# 아반가르트 옴스크
HC 아반가르트 옴스크(러시아어: ХК Авангард Омск)는 1950년 창단된 러시아 모스크바의 프로 아이스하키팀이다. 현재 콘티넨탈 하키 리그에 참가하고 있으며 홈구장은 VTB 아레나이다.